# Art Bergmann
Pour les articles homonymes, voir Bergmann.
Arthur Frank Bergmann (né le 8 février 1953 à Vancouver, en Colombie-Britannique) est un auteur-compositeur-interprète canadien de rock qui fut l'une des figures de proue du punk rock canadien à la fin des années 1970. Bergmann a été fait membre de l'Ordre du Canada en 2021.

## Biographie

### Débuts dans des groupes
Bergmann commence sa carrière musicale avec un groupe d'Abbotsford appelé Mount Lehman Grease Band originaire d'Abbotsford, en Colombie-Britannique. Après la dissolution de Mount Lehman, il fonde son propre groupe, les Notorious Smorg Brothers, qu'il a doté d'une myriade d'artistes de soutien.
Plus tard, Bergmann est le chanteur et compositeur principal des Young Canadians (anciennement The K-Tels), un groupe de punk originaire de Vancouver. Bien que les Young Canadians n'aient enregistré que deux EP indépendants et un single avant de se séparer, leur chanson Hawaii (coécrite avec Ross Carpenter) est l'un des hymnes de punk canadiens les plus classiques. Bien qu'épuisés depuis longtemps, les EP, ainsi que des morceaux live inédits, ont été réédités en 1995 sous le nom d'album No Escape.

### Carrière solo
Dans les années 1980, Bergmann joue avec les groupes indépendants Los Popularos et Poisoned, originaires de Vancouver, avant que Poisoned ne signe chez Duke Street Records en 1988. En raison de la confusion avec le populaire groupe américain Poison qui a entaché la dernière tournée du groupe, le label décide cependant de facturer les albums du groupe comme des albums solo de Bergmann. Cette année-là, il sort son premier album solo, Crawl with Me, produit par John Cale. Il est nommé pour le prix Juno du « chanteur le plus prometteur » en 1989, et James O'Mara et Kate Ryan sont nommés pour le « meilleur clip » pour la chanson Our Little Secret.
En 1990, Sexual Roulette, produit par Chris Wardman, permet à Bergmann de percer dans le grand public, en produisant le tube rock Bound for Vegas et en signant un contrat avec PolyGram. Il suit avec un album éponyme chez PolyGram en 1991, obtenant à nouveau un passage important à la radio pour les singles Faithlessly Yours, If She Could Sing et Message From Paul. En 1994, il collabore avec One Free Fall sur une reprise de Prisoners of Rock and Roll de Neil Young pour l'album hommage Borrowed Tunes, ce qui l'amène à signer un nouveau contrat avec Sony Music Entertainment pour l'album What Fresh Hell is This ? sorti en 1995. Cet album a remporté le prix Juno du « meilleur album de rock alternatif » aux Juno Awards de 1996, mais l'album n'a pas été très performant dans les charts et il a ensuite été retiré du label. Bergmann quitte le monde de la musique pendant un certain temps après sa libération par Sony, se produisant sporadiquement entre 1995 et 1998.
L'album Design Flaw, sorti en 1998 sur le label indépendant Other People's Music et produit par Peter J. Moore, est un remaniement des titres de ses trois premiers albums, plus une reprise de Sin City de Gram Parsons. Les chansons sont jouées par Bergmann à la guitare acoustique, avec le soutien de Chris Spedding à la guitare électrique. Bergmann sort ensuite Vultura Freeway, une compilation de démo inédits datant du début des années 1980, en 2000, avec des notes de Nick Jones, le leader de Pointed Sticks.
En 2009, le bassiste de Bergmann, Ray Fulber, compile le CD Lost Art Bergmann, qui contient les premières versions démo de la plupart des chansons qui sont apparues sur l'album produit par John Cale en 1988. Ces enregistrements démo ont servi de tonique à de nombreux fans car ils ont un son plus axé sur la guitare que les sessions produites par Cale et lourdes de claviers.
Le 26 août 2014, Bergmann sort Songs for the Underclass via le label indépendant (weewerk). Le 13 mai 2016, Bergmann publie The Apostate, son premier album studio, le premier contenant de nouveaux morceaux depuis 1995. Le 12 mai 2017, Bergmann sort Remember Her Name, une édition remastérisée de son album éponyme de 1991.
Le 30 décembre 2020, Bergmann est fait membre de l'Ordre du Canada, pour sa « contribution indélébile à la scène musicale punk canadienne et pour son discours stimulant sur les inégalités sociales, sexuelles et raciales. »

## Discographie
- 1988 : Crawl with Me
- 1990 : Sexual Roulette
- 1991 : Art Bergmann
- 1995 : What Fresh Hell is This?
- 1998 : Design Flaw
- 2000 : Vultura Freeway
- 2009 : Lost Art Bergmann
- 2014 : Songs for the Underclass
- 2016 : The Apostate
- 2017 : Remember Her Name
- 2021 : Late Stage Empire Dementia